# Centeotl

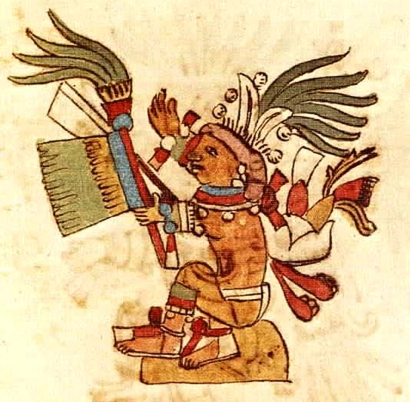
Il dio Centeotl

Centeotl [trad."Dio-del-Mais"; pron."Senteotl"] era, nella mitologia azteca, una delle divinità delle messi, figlio di Xochiquetzal e Piltzintecuhtli. 
Era la controparte maschile di Chicomecoatl.
Nell"histoire du mechique", opera legata agli scritti del francescano Andres de Olmos, si narra che il giovane dio si auto-sacrificò, volontariamente, entrando nella terra, e che, successivamente, da ogni parte del suo cadavere siano germogliate le piante necessarie al sostentamento degli esseri umani, fra le quali il mais.